# Republika Cisalpińska

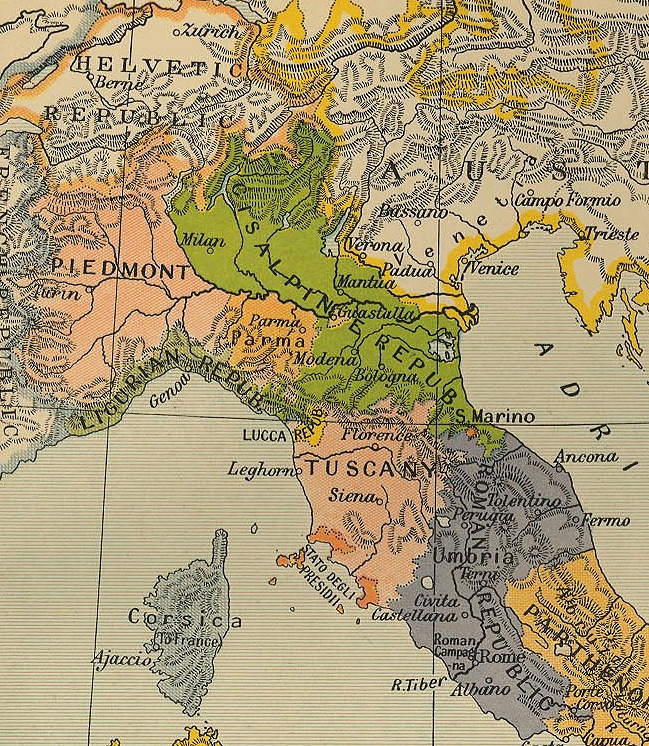
Republika Cisalpińska (kolor zielony) na mapie regionu z 1799 roku

Republika Cisalpińska (wł. Repubblica Cisalpina) – państwo w północnej części obecnych Włoch (Lombardia i Emilia-Romania), utworzone 29 czerwca 1797 z Republiki Transpadańskiej (Lombardzkiej) przez generała Napoleona Bonapartego. Jej stolicą był Mediolan. 26 stycznia 1802 została przekształcona w Republikę Włoską.
9 lipca 1797 przyłączono do niej Republikę Cispadańską i sabaudzkie miasto Novara, a 10 października 1797 – szwajcarskie miasto Valtellina.
Uznana przez Austrię w traktacie pokojowym w Campo Formio (17 października 1797), otrzymała konstytucję wzorowaną na francuskiej. W skład armii Republiki Cisalpińskiej weszły Legiony Polskie pod dowództwem generała Jana Henryka Dąbrowskiego. 26 stycznia 1802 Napoleon, jako prezydent republiki (wybrany 14 lutego), przekształcił ją w Republikę Włoską.
Powstanie Republiki Cisalpińskiej przyczyniło się do ugruntowania poczucia odrębności i jedności narodowej Włochów, było też ważnym etapem w procesie zjednoczenia Włoch.